# 吉翁·布賀
吉翁·布賀（法語：Guillaume Brac；1977年5月11日—）是一名法國劇情片與紀錄片導演。

## 生平
吉翁·布賀2005年畢業自巴黎高等國立電影學院。他2011年完成的短片《宅男小鎮》獲得凱薩電影獎最佳短片獎提名。2014年，他完成的首部劇情長片《托內爾》於盧卡諾影展國際競賽單元中首映。
2018年，他執導的紀錄片《美好夏日》記錄了夏日巴黎近郊小島的遊憩人們，名列法國電影雜誌電影筆記年度十大佳片第十名。2020年，他執導的《南法撩妹記》於第70屆柏林影展電影大觀單元中獲得費比西國際影評人獎特別提及，名列法國電影雜誌電影筆記2021年度十大佳片第七名。

## 電影作品

### 劇情長片
- 2014年：《托內爾（法语：Tonnerre (film)）》(Tonnerre)
- 2017年：《七月物語》(Contes de juillet)
- 2020年：《南法撩妹記（法语：À l'abordage (film, 2020)）》(À L'abordage)
- 2024年：《只是再見（法语：Ce n'est qu'un au revoir (film, 2024)）》(Ce n'est qu'un au revoir)

### 紀錄片
- 2018年：《美好夏日（法语：L'Île au trésor (film, 2018)）》(L'Île au trésor)

### 短片
- 2009年：《為情所困》(Le naufragé)
- 2011年：《宅男小鎮》(Un monde sans femmes)

## 外部連結
- 吉翁·布賀在互联网电影资料库（IMDb）上的資料（英文）